# Dublanc
Dublanc este un oraș din Dominica.